# غريغوري ألين هوارد
غريغوري ألين هوارد (بالإنجليزية: Gregory Allen Howard) هو كاتب سيناريو أمريكي، ولد في 1962 في نورفولك في الولايات المتحدة.

## وصلات خارجية
- غريغوري ألين هوارد على موقع IMDb (الإنجليزية)
- غريغوري ألين هوارد على موقع ألو سيني (الفرنسية)
- غريغوري ألين هوارد على موقع أول موفي (الإنجليزية)
- غريغوري ألين هوارد على موقع قاعدة بيانات الأفلام السويدية (السويدية)
- غريغوري ألين هوارد على موقع قاعدة بيانات الفيلم (الإنجليزية)
- غريغوري ألين هوارد على موقع كينوبويسك (الروسية)